# NGC 2695
NGC 2695 is een lensvormig sterrenstelsel in het sterrenbeeld Waterslang. Het hemelobject werd op 6 januari 1785 ontdekt door de Duits-Britse astronoom William Herschel.

## Synoniemen
- MCG 0-23-10
- ZWG 5.25
- PGC 25003